# Henry Speck
Henry Speck (12 août 1908 - 27 mai 1971) était un peintre, sculpteur, et danseur Tlawit'sis (Kwakwaka'wakw).

## Biographie
Henry Speck (Chef U'dzistalis) est né en 1908 à Kalugwis (Turnour Island), Colombie-Britannique. Il a été élevé dans les pratiques coutumières de la nation Kwakwaka'wakw, une chefferie héréditaire, et son père, grand-père et arrière-grand-père ont chacun servi en tant que chef de leur nation. En 1922, à l'âge de 14 ans, son oncle, chef Bob Harris, le supporte en tant qu'initié dans la société sacrée Hamatsa. Cette société est l'un des groupes les plus prestigieux des Kwakwaka'wakw, pratiquant les cérémonies hivernales et la danse.
Speck a travaillé comme pêcheur jusqu'à la mort de son père. C'est à ce moment qu'il assume le rôle de chef. Il était également peintre, sculpteur et danseur, enseignant la danse cérémonielle à d'autres initiés.

### Carrière artistique
Henry Speck commence à peindre lorsqu'il rencontre Gyula Myer, un artiste et galeriste qui collectionne l'art de la côte nord-ouest, à Alert Bay. Myer a encouragé Speck et d'autres à expérimenter avec la peinture sur papier, provoquant le début d'un nouveau style artistique qui s'est développé parallèlement à la «tradition graphique» Kwakwaka'wakw. Auparavant, Speck a suivi la tradition Kwakawaka'wakw de la décoration de sculptures et autres surfaces avec de la peinture graphique, tel que des écrans de maison, des masques, des couvertures et des boîtes.
Dans les années 1950 et 1960, l'art de la côte nord-ouest a connu un virage vers l'art bidimensionnel, incitant les artistes à appliquer leur style de peinture graphique au papier. Les œuvres bidimensionnelles de Speck présentaient des stratégies de composition minimalistes pour indiquer la profondeur de champ, la perspective et le mouvement. En combinant la cosmologie Kwakwaka'wakw avec l'esthétique moderniste, son travail était à la fois documentaire et abstrait.
En 1964, Speck a eu sa première exposition personnelle au New Design Gallery à Vancouver. Il a été l'un des premiers artistes à produire des impressions de ses peintures à travers le New Design Gallery. Ensuite, Speck a également exposé au Musée d'archéologie et d'ethnologie de l'Université Simon Fraser et son travail est inclus dans les collections du Musée des beaux-arts du Canada, du Musée royal de la Colombie-Britannique, du Musée canadien de l'histoire, du Musée Glenbow, du Museum of Us et le musée de Campbell River.
En 1965, Speck est devenu directeur artistique du projet Kwakiutl House du chef James Sewid à Alert Bay.

### Mort
Henry Speck est décédé le 27 mai 1971 à Alert Bay, en Colombie-Britannique.